# Estheria magna
Estheria magna là một loài ruồi trong họ Tachinidae.